# Guerras civiles seléucidas
Las Guerras Dinásticas Seléucidas fueron una serie de guerras de sucesión (Guerra de sucesión) que se libraron entre ramas rivales de la casa real seléucida por el control del Imperio Seléucida. Comenzando como un subproducto de varias crisis de sucesión que surgieron de los reinados de Seleuco IV Filopator y su hermano Antíoco IV Epífanes en los años 170 y 160, las guerras tipificaron los últimos años del imperio y fueron una causa importante de su declive como potencia importante en el mundo del Cercano Oriente y del Helenístico. La última guerra terminó con el colapso del reino y su anexión por la República Romana en el 63 a. C.

## Antecedentes
Las guerras civiles que caracterizaron los últimos años del Imperio Seléucida tuvieron su origen en la derrota de Antíoco III el Grande en la Guerra romano-siria, bajo la cual los términos de paz aseguraron que un representante de los Seléucidas La familia real fue retenida en Roma como rehén. Inicialmente, el futuro Antíoco IV Epífanes fue tomado como rehén, pero con la sucesión de su hermano, Seleuco IV Filopátor, en 187 y su aparente ruptura del Tratado de Apamea con Roma, Seleuco se vio obligado a llamar a Antíoco a Siria y en su lugar reemplazarlo con su hijo, el futuro Demetrius I Soter en 178 a. C.

### Reinado de Antíoco V
Cuando Seleuco fue asesinado por su ministro Heliodoro en un intento por obtener el poder en 175, el heredero legítimo fue retenido como rehén en Roma. Como Demetrio estaba tan lejos de casa e incapaz de reclamar el reino, su tío Antíoco abandonó Atenas, donde había residido durante varios años, y reclamó la realeza para sí. Gobernó el imperio desde 175 hasta su muerte mientras realizaba una campaña en el este en 164 a. C. Antíoco, un gobernante fuerte y enérgico, dejó un heredero, pero era demasiado joven para reclamar el trono. Antes de que Antíoco hubiera emprendido su campaña oriental, había colocado a Lisias como su regente en el oeste y para hacerse cargo de su hijo, Antíoco V Eupator. Lisias y sus colegas lucharon contra un rival por su control de la regencia, el 'amigo' del antiguo rey Felipe, que había viajado al este con él e intentó ejercer control sobre los judíos liderados por Judas Macabeo. Mientras tanto, Demetrio en Roma anhelaba regresar al reino, pero en Roma vieron el gobierno débil del consejo de regencia supuestamente corrupto y su niño-rey como preferible a un gobierno fuerte. gobernante voluntarioso y de mentalidad enérgica que puede intentar ejercer el control seléucida una vez más en el este.

### Adhesión de Demetrio I
Finalmente, Demetrio pudo escapar de Roma y regresar a Siria a través de Trípolis, donde rápidamente se estableció y fue nombrado rey sin apenas luchar: el ejército y el pueblo acudieron en masa para apoyarlo. Su primo, el niño Antíoco V, y su regente, Lisias, fueron ejecutados por orden de Demetrio antes de que pudieran ser traídos físicamente a él desde Antioquía. Sin embargo, como gobernante resultó ser una decepción. No le agradaban los sirios como pueblo y se alejó de sus súbditos, provocando mucho resentimiento. Además de esto, intentó reafirmar el Imperio Seléucida una vez más como una potencia importante e inició varias desastrosas aventuras en el extranjero, que en última instancia llevarían a sus gobernantes vecinos a desear desestabilizar o incluso eliminar a Demetrio. Los gobernantes de Egipto, Capadocia y Pérgamo, entre otros, como el exministro de finanzas de Antíoco IV, Heracleides , conspiró para deshacerse de Demetrius.

### El pretendiente Alejandro Balas
Herácleides presentó un candidato potencial al trono seléucida, el supuesto hijo de Antíoco IV y hermano de Antíoco V, Alejandro Balas. No se sabe si era o no realmente hijo de Antíoco IV Epífanes, pero esto no le importó al gobernante de Pérgamo, ni a Eumenes II ni a su heredero Atalo II Filadelfo, según las fuentes, quienes inicialmente lo entrevistó. Habiendo sido reconocido por los reyes conspiradores como el legítimo heredero del trono seléucida, Alejandro fue enviado a las colinas de Cilicia bajo la atenta mirada del caudillo cilicio Zenófanes.
Al construir su reputación y reunir fuerzas, Alejandro fue enviado rápidamente con Heraclides a Roma, donde lo aceptaron como el verdadero rey y le dieron su apoyo vocal, aunque sin ninguna ayuda material real. Al regresar al este, Alejandro Balas, con sus barcos, mercenarios y auxiliares proporcionados por Ptolomeo VI Filometor y desde Pérgamo, comenzó su insurrección contra Demetrio Soter. En 152 aC, aterrizó en Ptolemaida (Ptolemaida en Fenicia) para hacer su apuesta por el poder. Ptolomeo fue elegido, muy probablemente, por su proximidad al Egipto ptolemaico y el apoyo que recibiría de Ptolomeo VI.